# Bet Ja’akow
Bet Ja’akow (hebr.בית יעקב) – osiedle mieszkaniowe w Jerozolimie położone w centralnej części miasta. Dzielnica powstała w 1877 jako dziewiąta dzielnica żydowska na zewnątrz Starego Miasta. Granicę dzielnicy stanowi ulica Jaffa i ulica Avishar. Na terenie dzielnicy mieści się targ Mahane Yehuda Market (Suk).

## Etymologia nazwy
Bet Ja’akow oznacza „Dom Jakuba”. Nazwa dzielnicy odnosi się do biblijnej postaci Jakuba. Początkowo pierwsi osadnicy zbudowali 70 domów.

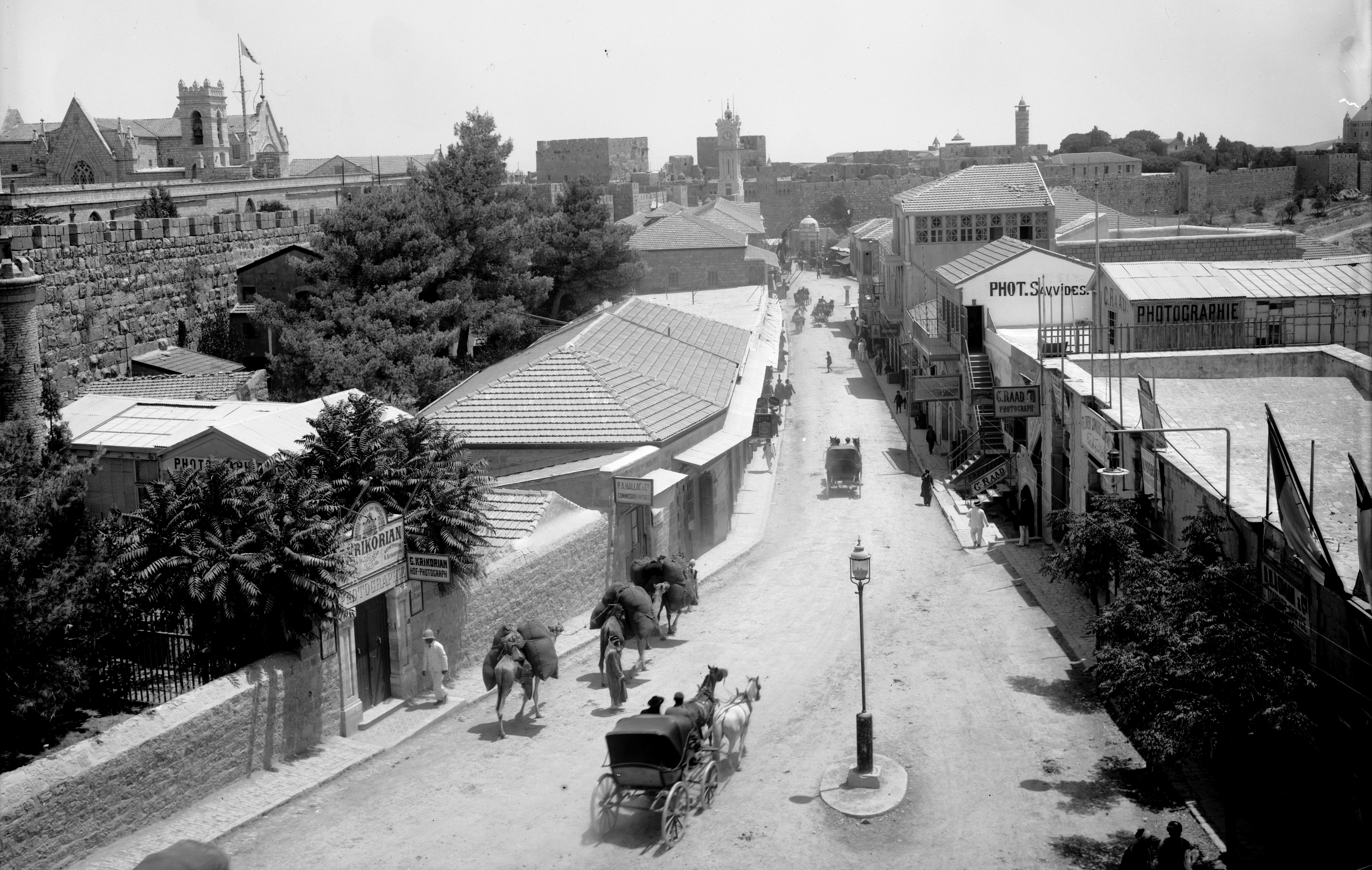
Ulica Jaffa w XIX w.

## Synagogi
W dzielnicy na ulicy Avishar znajduje się aszenazyjska synagoga. Budynek powstał w 1877 r. Nazwa „Dom Judy” została nadana synagodze na cześć fundatora - jednego z osadników.